# William Whitehouse (Rennfahrer)
William „Bill“ Whitehouse (* 1. April 1909 in London, England; † 14. Juli 1957 in Reims, Frankreich) war ein britischer Automobilrennfahrer.

## Karriere
Bill Whitehouse war einer der erfolgreichsten Fahrer der jungen britischen 500-cm³-Formel-3-Szene in den frühen 1950er Jahren. Neben arrivierten Piloten wie Peter Whitehead und Tony Rolt fuhren Nachwuchsfahrer wie Stirling Moss, Peter Collins und Mike Hawthorn diese populären Rennen.
Bis 1954 fuhr Whitehouse, der von seinen Freunden „Big Bill“ genannt wurde, Formel-3-Rennen. Unterbrochen nur von einigen Ausflügen in die Formel 2 und einem Auftritt in der Formel 1. Beim Großen Preis von Großbritannien startete er mit seinem privaten Connaught Type A-Lea-Francis vom 19. Startplatz aus ins Rennen (immerhin waren 31 Fahrzeuge am Start). Der Grand Prix endete für ihn nach einem Benzinpumpendefekt allerdings vorzeitig.
Nach einem Unfall trat Whitehouse 1956 zurück. 1957 kam er plötzlich wieder. Er fuhr den Gran Premio di Siracusa mit einem Cooper-Formel 2, den er sich knapp davor gekauft hatte. Im Training zum Formel-2-Rennen von Reims hatte er einen Motorschaden, worauf ihm die Werksmannschaft von Cooper einen Werkswagen fürs eigentliche Rennen borgte. Am Renntag hatte er nach einem Reifenschaden beim Streckenabschnitt Thillois einen schweren Unfall. Der Wagen ging in Flammen auf und Whitehouse starb an seinen schweren Verletzungen.

## Statistik

### Statistik in der Automobil-Weltmeisterschaft

#### Gesamtübersicht
| Saison | Team            | Chassis          | Motor              | Rennen | Siege | Zweiter | Dritter | Poles | schn. Rennrunden | Punkte | WM-Pos. |
| ------ | --------------- | ---------------- | ------------------ | ------ | ----- | ------- | ------- | ----- | ---------------- | ------ | ------- |
| 1954   | Bill Whitehouse | Connaught Type A | Lea-Francis 2.0 L4 | 1      | −     | −       | −       | −     | −                | −      | NC      |
| Gesamt | Gesamt          | Gesamt           | Gesamt             | 1      | −     | −       | −       | −     | −                | −      |         |

#### Einzelergebnisse
| Saison | 1 | 2 | 3 | 4   | 5 | 6 | 7 | 8 | 9 |
| ------ | - | - | - | --- | - | - | - | - | - |
| 1954   |   |   |   |     |   |   |   |   |   |
|        |   |   |   | DNF |   |   |   |   |   |

| Legende  | Legende            | Legende                                                          |
| Farbe    | Abkürzung          | Bedeutung                                                        |
| -------- | ------------------ | ---------------------------------------------------------------- |
| Gold     | –                  | Sieg                                                             |
| Silber   | –                  | 2. Platz                                                         |
| Bronze   | –                  | 3. Platz                                                         |
| Grün     | –                  | Platzierung in den Punkten                                       |
| Blau     | –                  | Klassifiziert außerhalb der Punkteränge                          |
| Violett  | DNF                | Rennen nicht beendet (did not finish)                            |
| Violett  | NC                 | nicht klassifiziert (not classified)                             |
| Rot      | DNQ                | nicht qualifiziert (did not qualify)                             |
| Rot      | DNPQ               | in Vorqualifikation gescheitert (did not pre-qualify)            |
| Schwarz  | DSQ                | disqualifiziert (disqualified)                                   |
| Weiß     | DNS                | nicht am Start (did not start)                                   |
| Weiß     | WD                 | zurückgezogen (withdrawn)                                        |
| Hellblau | PO                 | nur am Training teilgenommen (practiced only)                    |
| Hellblau | TD                 | Freitags-Testfahrer (test driver)                                |
| ohne     | DNP                | nicht am Training teilgenommen (did not practice)                |
| ohne     | INJ                | verletzt oder krank (injured)                                    |
| ohne     | EX                 | ausgeschlossen (excluded)                                        |
| ohne     | DNA                | nicht erschienen (did not arrive)                                |
| ohne     | C                  | Rennen abgesagt (cancelled)                                      |
| ohne     | keine WM-Teilnahme |                                                                  |
| sonstige | P/fett             | Pole-Position                                                    |
| sonstige | 1/2/3/4/5/6/7/8    | Punktplatzierung im Sprint-/Qualifikationsrennen                 |
| sonstige | SR/kursiv          | Schnellste Rennrunde                                             |
| sonstige | *                  | nicht im Ziel, aufgrund der zurückgelegten Distanz aber gewertet |
| sonstige | ()                 | Streichresultate                                                 |
| sonstige | unterstrichen      | Führender in der Gesamtwertung                                   |